# Warren Cup

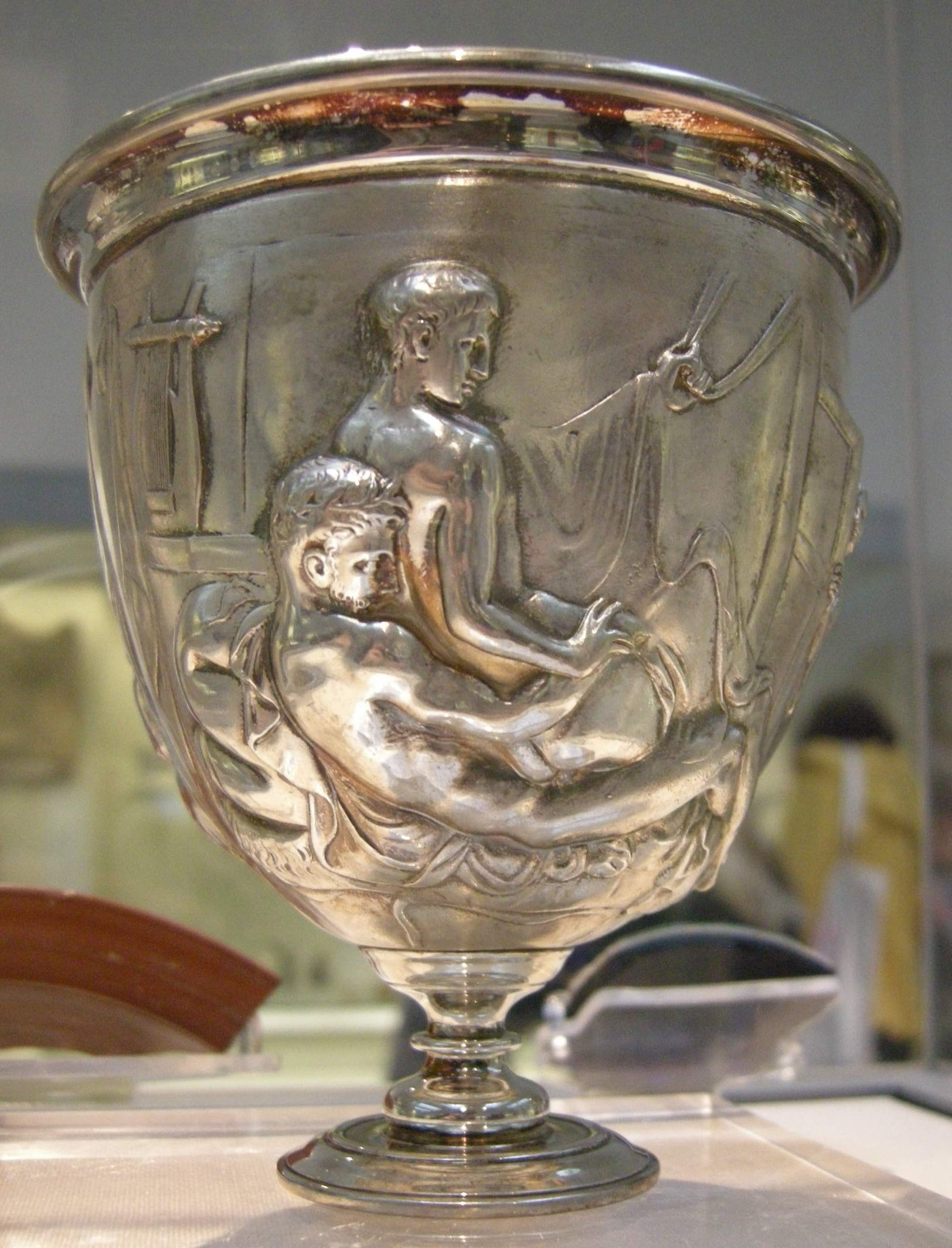
Abb. 1: Ein jüngerer Mann lässt sich auf den Schoß seines älteren Liebhabers nieder.

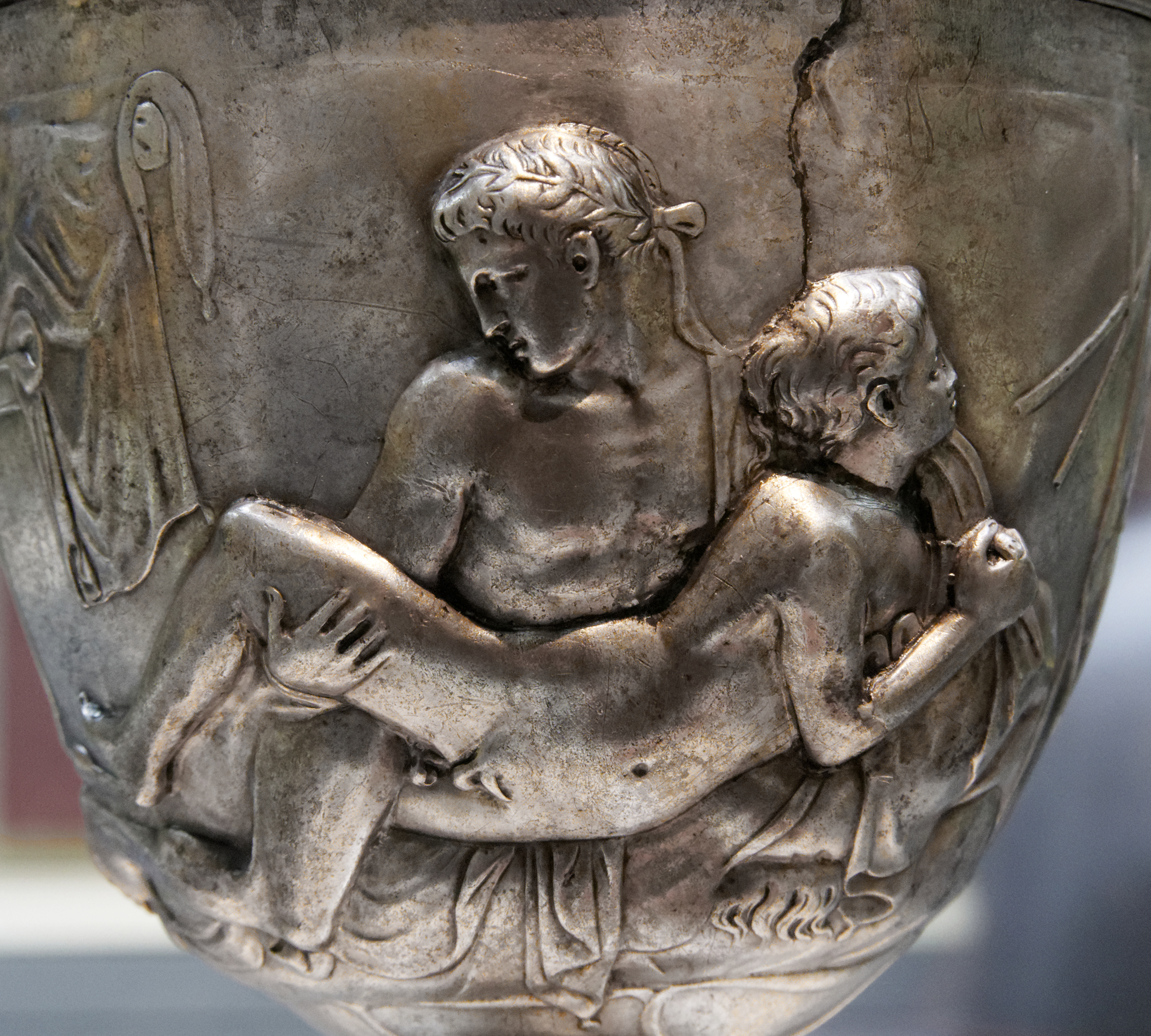
Abb. 2: Zwei männliche Jugendliche beim Liebesspiel.

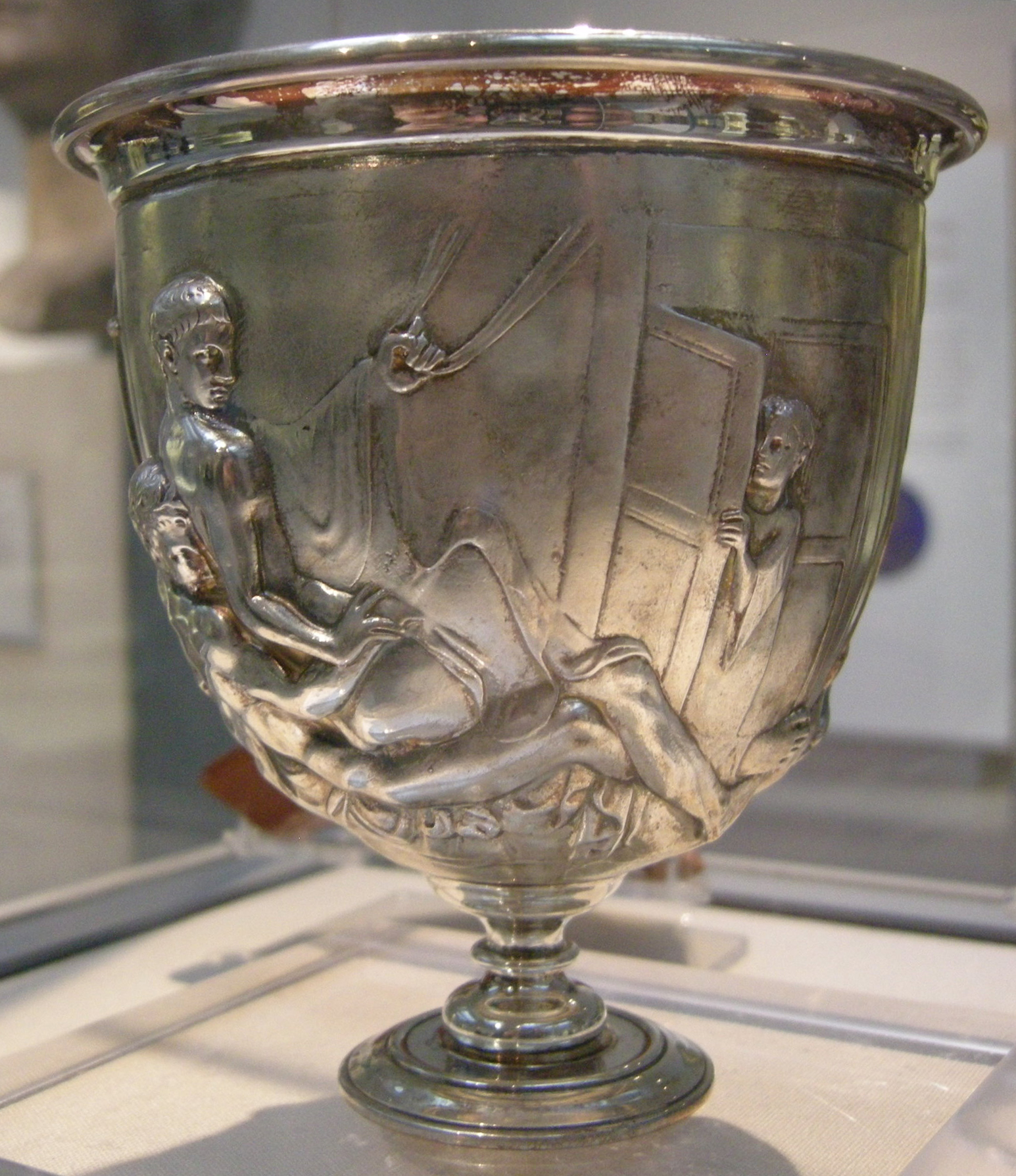
Abb. 3: Ein jüngerer Mann, vermutlich ein Sklave, beobachtet die Szene, halb versteckt hinter einer Tür.

Der Warren Cup oder Warren-Becher ist ein mit homoerotischen Motiven verzierter silberner römischer Kelch, der in die Jahrzehnte um die Zeitenwende datiert wird und im Osten des Reiches geschaffen worden sein soll. Der Trinkbecher ist benannt nach seinem ersten bekannten neuzeitlichen Besitzer, dem amerikanischen Sammler und Kunstliebhaber Edward Perry Warren (1860–1928). Seit 1999 ist der Warren Cup im Besitz des Britischen Museums in London.

## Beschreibung
Der Warren-Kelch ist 11 cm hoch, hat eine größte Breite von 9,9 cm und steht auf einem zierlichen Sockel. Die beiden ursprünglich vorhandenen Henkel gingen verloren. Die Silberschmiedearbeit selbst ist reliefartig von innen vorgetrieben. Sehr wahrscheinlich waren einzelne Details ursprünglich einmal vergoldet. Bei der Auffindung war der Kelch beschädigt und wurde im Zuge der Restaurierung wieder in seine ursprüngliche Form gebracht.
Dargestellt sind zwei homoerotische Liebesszenen in einem großzügig ausgestatteten Privathaus (Sofas, Vorhänge, eine Lyra und Aulos (Pfeifen) an den Wänden) sowie der Beobachter dieser Szenen: Das eine Motiv (Abb. 1) zeigt einen jüngeren Mann auf dem Schoß eines bärtigen, älteren Mannes, der jüngere hält sich dabei an einem Seil fest. Auf dem zweiten Motiv (Abb. 2) sind zwei männliche Liebhaber in inniger Umarmung dargestellt; dass sie beide jugendlich sind, zeigen die bis auf den Rücken reichenden Haarlocken. Die Nacktheit der Liebenden kontrastiert die einzige bekleidete Figur auf dem Becher (Abb. 3), wahrscheinlich ein Sklave, er beobachtet die Liebesszenen durch die halbgeöffnete Tür.
Die Ausstattung der Szenerie und körperliche Eigenschaften (die Haartracht) der Protagonisten bilden dabei nicht die Gegenwart der augusteischen Zeit ab, sondern die Vergangenheit der griechischen Antike einige Jahrhunderte früher. Die Haarlocken der Jünglinge sind Zeichen dafür, dass sie Freigeborene sind; griechischen Freien wurden die langen Locken im Alter zwischen 16 und 18 Jahren abgeschnitten und einer Gottheit gewidmet.

## Entstehung
Der Warren-Kelch wird aufgrund stilistischer Vergleiche, etwa mit dem Hoby Skyphos im Dänischen Nationalmuseum Kopenhagen und dem Chryses Kantharos im British Museum, in die Zeit zwischen 15 v. und 15 n. Chr. datiert. Spätere Stücke wurden im Verlauf des ersten Jahrhunderts deutlich massiver gefertigt. Möglicherweise wurde er im Osten des Römischen Reichs, dann wahrscheinlich im Auftrag von wohlhabenden Mitgliedern der griechischen Gemeinde in einer der größeren Städte der Levante, gefertigt. Ebenso möglich ist auch eine Fertigung in Rom, wo der Großteil der erhaltenen vergleichbaren Stücke gefertigt sein dürften. Trifft die Fertigung in Rom zu, dürfte wohl ein reicher Römer, etwa ein Verwaltungsbeamter, den Kelch mit nach Palästina gebracht haben. Der Warren Cup ist eines der seltenen erhaltenen Exemplare römischer Silberschmiedekunst aus dieser Zeit. Unter diesen wenigen erhaltenen Stücken zeichnet er sich zudem durch seine außergewöhnliche „handwerkliche Virtuosität“ aus.

## Geschichte in der Neuzeit
Der Silberbecher wurde ausweislich der Informationen des frühen Kunsthandels bei Bittir, einer Ortschaft südwestlich von Jerusalem, gefunden. Nach Informationen von John D. Beazley soll er zusammen mit Münzen aus der Zeit des Kaisers Claudius gefunden worden sein. Diese Information ist in soweit nicht unplausibel, da in Battir, dem antiken Bethther, im Zuge des Jüdischen Krieges (66–70) viele wertvolle Objekte versteckt wurden. Zudem sammelte Warren so gut es ihm möglich war alle Informationen über die Fundumstände der von ihm erworbenen Objekte. Möglich ist, dass ein sich auf der Flucht befindlicher Römer oder Grieche seinen Schatz hier sicher verbergen wollte. Möglich ist auch, dass er Teil eines Hortes war, den Räuber mit ihrer Beute angelegt hatten.
Der Münchner Kunsthändler Jacob Hirsch versuchte das Stück, das ihm gegenüber von Heinrich Dressel als zweifelsfrei echt erklärt wurde, an die Antikensammlung Berlin zu veräußern und trat dazu wie eine Archivrecherche von Gertrud Platz ergab mit dem damaligen Kurator der Sammlung, Robert Zahn, in Kontakt. Zu einem Kauf kam es nicht, aufgrund des expliziten Motivs erscheint es auch zweifelhaft, dass eine öffentliche Sammlung der Welt den Kelch zu dieser Zeit erworben hätte.
1911 kaufte ihn Edward Warren in Rom, sehr wahrscheinlich vom Händler Ludwig Pollak. Dieser hatte seit seinem eigenen Aufenthalt im Jahr 1900 in der Region auch enge Verbindungen nach Palästina und speziell nach Jerusalem. Nach Warrens Tod 1928 war es dem Erben Harold Thomas wegen der offenbar als extrem anstößig empfundenen expliziten Szenen darauf jahrzehntelang unmöglich, den Becher zu verkaufen. Erst 1952 unternahm er einen erneuten Versuch, den Kelch an den New Yorker Sammler Walter Baker zu verkaufen. Dieser zögerte zunächst. Dietrich von Bothmer meinte in einem Brief an John D. Beazley süffisant, er traue sich nicht, aus Angst davor, was seine Frau zu diesem Kauf sagen könnte. Der Unterhändler Harold Parsons sandte den Kelch dennoch zur Ansicht nach New York, allerdings ließ der zuständige italienischstämmige, katholische Zollbeamte den ob der Motive als pornografisch empfundenen Kelch nicht uns Land; er wurde deshalb zurück nach England geschickt. Mittlerweile war Thomas verstorben und seine Witwe verkaufte den Kelch nun an den zu dieser Zeit führenden britischen Kunsthändler John K. Hewett. Dieser versuchte ihn nun dem British Museum zu verlaufen. Der damalige Leiter der Antikenabteilung, Denys Haynes, war nicht abgeneigt und zog das einflussreiche Mitglied des Aufsichtsgremiums des Museums, den Trustee Lord Crawford zu Rate. Dieser riet davon ab, dem Gremium den Kauf vorzuschlagen, da diesem zu dieser Zeit der Erzbischof von Canterbury, Geoffrey Fisher, vorstand. Ein paar Jahre später lehnte auch das Fitzwilliam Museum in Cambridge einen Kauf ab. Daraufhin versuchte Hewett den Kelch nun an private Sammler zu veräußern. Der Sammler Norman Colville bekam ihn zur Ansicht zugesandt, war aber nach dem Öffnen des Paketes geradezu entsetzt und sandte den Cup zurück.
Erst 1966 gelang es Hewett, den Kelch an einen ausländischen Privatsammler zu verkaufen. Nachdem sich das Klima für derartige Motive in den 1980er Jahren deutlich verbessert hatte, wurde er im Antikenmuseum Basel erstmals öffentlich gezeigt. Von 1992 bis 1998 wurde der Cup als Leihgabe im Metropolitan Museum of Art ausgestellt. 1998 wurde er an einen privaten Sammler in Großbritannien verkauft, was dem British Museum 1999 noch einmal die Chance zum Erwerb gab. Nun musste es ein Vielfaches der früher geforderten Summe bezahlen: Der Warren Cup wurde mit einem Kaufpreis von 1,8 Millionen Pfund die bis dahin teuerste Einzelerwerbung des Museums.
Der Warren Cup wurde 2010 als 36. Gegenstand im Rahmen des Radio-Projekts A History of the World in 100 Objects des britischen Senders BBC Radio 4 und des Britischen Museums vorgestellt.

## Wissenschaftliche Kontroverse um die Echtheit
Um die Echtheit des Silberbechers entspann sich zu Beginn des 21. Jahrhunderts in der Forschung eine Diskussion. Bereits 2008 publizierte die italienische Archäologin Maria Teresa Marabini Moevs Zweifel an der Echtheit des Silberbechers. 2013 erneuerte sie den Fälschungsvorwurf in einer überarbeiteten und wesentlich erweiterten Fassung ihres Aufsatzes.
Zwei Argumente wurden dafür ins Feld geführt. Zum einen, dass die Fälschungsindustrie zu dieser Zeit in Italien bei derartigen Antiken auf einem besonders hohen Niveau agierte. Zum anderen, dass es durchaus plausibel gewesen wäre, dass für den offen lebenden Warren, dessen Vorliebe für derartige Werke bekannt war, ein solches Werk geradezu auf den Leib gefertigt worden sein könnte. Im selben Jahr schloss sich Luca Giuliani dieser Sichtweise an, und konstatierte eine mögliche Fälschung, die eigens für Warren hergestellt worden sei.
Dies schloss er aus mehreren Gründen: Dass die beiden Liebenden einander nicht ansehen, sei für erotische Darstellungen der Antike ungewöhnlich, ebenso die Darstellung des penetrierten Afters. Da nach seiner Meinung Homosexualität im Römischen Reich nur in der Art akzeptable Norm war, dass der „männliche“ Part die penetrierende, der zweite Partner aber eine unterlegene Rollen einnehmen müsste, wäre auf einer antiken Darstellung zudem zu erwarten gewesen, dass der Altersunterschied zwischen dem aktiven und dem passiven Part deutlicher herausgestellt werden würde, oder eine andere Form eines gesellschaftlichen Unterschiedes sichtbar sein müsste. Schließlich seien offen erotische Szenen zwar auf Keramiken häufig gewesen, bei kostbarem Material wie Silber hätten sich die Künstler aber bei den übrigen bekannten Stücken stets an ein konservatives Bildprogramm gehalten. Hinzu kommt, dass viele Stücke vermeintlich antiker Reliefkeramik mit erotischen Motiven bekannt sind, die Warren von Fälschern als vermeintlich echte Stücke gekauft hatte. Der Warren Cup erinnerte nun in seiner Art sehr stark genau an diese Keramik. Zunächst hatten die Zweifler einigen Erfolg und konnten ihre Sicht zumindest in der Diskussion verankern.
Hinzu kommt, dass in den beiden ersten Jahrzehnten des 21. Jahrhunderts eine größere internationale Diskussion über die Echtheit insbesondere von antiken Metallarbeiten geführt wurde, wofür exemplarisch der Streit zwischen der Winckelmann-Gesellschaft und dem Archäologen Stefan Lehmann um die Echtheit des „Alexander Stendal“ steht. Lehmann wies das Stück der modernen Fälscherwerkstatt des Spanischen Meisters zu, womit er sich mittlerweile in der Forschung durchsetzen konnte. Auf der anderen Seite ist eine Argumentation mit antiken Bildkonventionen für eine Objektgruppe, die in vergleichsweise wenig Exemplaren überliefert ist, immer auch problematisch. Nach späterem Bekunden war die Reaktion in der Fachwelt auf Giulianis Artikel zwiegespalten zwischen Ablehnung und Zustimmung.
Eine Materialanalyse hatte ergeben, dass die für die Antike typischen Verunreinigungen mit Kupfer, Blei und Gold vorlagen. Allerdings kann ein spezialisierter Fälscher dies auch durch die Verwendung antiken Silbers erreicht haben. Als potentiellen Täter führte Giuliani hier den auch als Fälscher aufgefallenen Restaurator Alfred André (1839–1919) ins Feld. Zum Briefwechsel zwischen dem Kunsthändler Hirsch und dem Berliner Kurator Zahn gehörten auch zwei Fotografien. Diese zeigten den Kelch vor der Restaurierung mit einem krustigen Überzug, der Sinter oder Korrosion sein konnte. Wie sich dann herausstellte, war die Innenseite des Kelches bislang nicht gereinigt worden, aber auch noch nicht untersucht worden, Proben wurden an gereinigten Stellen entnommen. Bei einer Untersuchung ließ sich schließlich eine durch Korrosion verursachte Silberchlorid-Patina an der Innenwand des Bechers nachweisen. Giuliani, der an der Entwicklung einen nennenswerten Anteil hatte, widerrief nun 2015 seinen ersten Artikel und verfasste einen neuen, in dem er die Entwicklungen seit seinem ersten Artikel nachzeichnete. Hier ging er auch darauf ein, eine ikonografische Eigenheit bei der Darstellung des jüngeren Knaben übersehen zu haben. Dieser wird mit einer Frisur gezeigt, die nur Frauen und Kinder beiderlei Geschlechts vor dem Eintritt in die Pubertät tragen. Diese Darstellung ist aber sehr selten, zu selten, als dass sie einem Fälscher um das Jahr 1900 geläufig gewesen sein sollte.